# Лемма Адамара
Лемма Адамара (англ. Hadamard's lemma, фр. Lemme de Hadamard) — утверждение, описывающее строение гладкой вещественной функции. Названа в честь французского математика Жака Адамара.
| Пусть {\displaystyle f\colon \mathbb {R} ^{n}\to \mathbb {R} } — функция класса {\displaystyle C^{r}}, где {\displaystyle r\geqslant 1}, определённая в выпуклой окрестности {\displaystyle U} точки {\displaystyle 0}. Тогда существуют такие функции {\displaystyle g_{1},\;\ldots ,\;g_{n}\colon \mathbb {R} ^{n}\to \mathbb {R} } класса {\displaystyle C^{r-1}}, определённые в {\displaystyle U}, что для всех {\displaystyle x=(x_{1},\;\ldots ,\;x_{n})\in U} имеет место равенство {\displaystyle f(x_{1},\;\ldots ,\;x_{n})=f(0)+\sum _{i=1}^{n}x_{i}\,\;g_{i}(x_{1},\;\ldots ,\;x_{n}),\quad g_{i}(0)={\frac {\partial f}{\partial x_{i}}}(0).} |

Если функция {\displaystyle f} — аналитическая, то и функции {\displaystyle g_{1},\;\ldots ,\;g_{n}} в приведенной выше формуле аналитические.

## Обобщенная формулировка
Лемма Адамара может быть сформулирована в более общей форме, когда часть переменных играет роль параметров:
| Пусть {\displaystyle f(x,\,y)\colon \mathbb {R} ^{n}\times \mathbb {R} ^{m}\to \mathbb {R} } — функция класса {\displaystyle C^{r}}, где {\displaystyle r\geqslant 1}, определённая в выпуклой окрестности {\displaystyle U} точки {\displaystyle 0}, при этом {\displaystyle x=(x_{1},\;\ldots ,\;x_{n})} и {\displaystyle y=(y_{1},\;\ldots ,\;y_{m})}. Тогда существуют такие функции {\displaystyle g_{1}(x,\,y),\;\ldots ,\;g_{n}(x,\,y)\colon \mathbb {R} ^{n}\times \mathbb {R} ^{m}\to \mathbb {R} } класса {\displaystyle C^{r-1}}, определённые в {\displaystyle U}, что для всех {\displaystyle (x,\,y)\in U} имеет место равенство {\displaystyle f(x,\,y)=f(0,\,y)+\sum _{i=1}^{n}x_{i}\,\;g_{i}(x,\,y),\quad g_{i}(0,\,y)={\frac {\partial f}{\partial x_{i}}}(0,\,y).} |

Доказательство.
Рассмотрим вспомогательную функцию {\displaystyle f(tx,\,y)=f(tx_{1},\,\ldots ,\,tx_{n},\,y_{1},\,\ldots ,\,y_{m})}, где {\displaystyle t} — дополнительная вещественная переменная (параметр). Пусть {\displaystyle t} пробегает значения из отрезка {\displaystyle [0,\,1]}, тогда функция {\displaystyle f(tx,\,y)}, рассматриваемая как функция {\displaystyle \mathbb {R} ^{n+m}\to \mathbb {R} } при каждом фиксированном значении параметра {\displaystyle t}, пробегает в пространстве функций от {\displaystyle n+m} переменных некоторую кривую с концами {\displaystyle f(0,\,y)} и {\displaystyle f(x,\,y)}.
Рассматривая {\displaystyle f(tx,\,y)} как функцию переменной {\displaystyle t}, зависящую от параметров {\displaystyle x\in R^{n}} и {\displaystyle y\in R^{m}}, и применяя формулу Ньютона — Лейбница, можно записать:
{\displaystyle f(x,\,y)-f(0,\,y)=\int _{0}^{1}{\frac {df(tx,\,y)}{dt}}\,dt=\int _{0}^{1}\sum _{i=1}^{n}x_{i}\,{\frac {\partial f}{\partial x_{i}}}(tx,\,y)\,dt=\sum _{i=1}^{n}x_{i}g_{i}(x,\,y),}
где
{\displaystyle g_{i}(x,\,y):=\int _{0}^{1}{\frac {\partial f}{\partial x_{i}}}(tx,\,y)\,dt.}
Требуемая гладкость функций {\displaystyle g_{i}(x,\,y)} следует из известной теоремы о дифференцировании интеграла, зависящего от параметра, которая доказывается в курсе математического анализа.

## Применения
Лемма Адамара позволяет получить ряд полезных следствий, находящих применения в разных разделах математики, в первую очередь, в теории особенностей.
- С помощью леммы Адамара легко доказывается Лемма Морса.
- Другое полезное следствие леммы Адамара (в её обобщённом виде) состоит в том, что если росток гладкой функции {\displaystyle f(x,\,y_{1},\,\ldots ,\,y_{m})} обращается в нуль на гиперплоскости {\displaystyle x=0}, то он представим в виде {\displaystyle f=x\,g(x,\,y_{1},\,\ldots ,\,y_{m}),} где {\displaystyle g} — некоторая гладкая функция.
- Отсюда вытекает, что для ростка любой гладкой функции {\displaystyle f(x,\,y_{1},\,\ldots ,\,y_{m})} имеет место представление {\displaystyle f=f_{0}(y_{1},\,\ldots ,\,y_{m})+x\,g(x,\,y_{1},\,\ldots ,\,y_{m}),} где {\displaystyle f_{0}=f(0,\,y_{1},\,\ldots ,\,y_{m})} и {\displaystyle g} — гладкие функции.
- Применяя индукцию, отсюда нетрудно получить также более общее представление:

{\displaystyle f=f_{0}(y_{1},\,\ldots ,\,y_{m})+x\,f_{1}(y_{1},\,\ldots ,\,y_{m})+\ldots +x^{n}\,f_{n}(y_{1},\,\ldots ,\,y_{m})+x^{n+1}\,g(x,\,y_{1},\,\ldots ,\,y_{m}),}
где {\displaystyle f_{i}(y_{1},\,\ldots ,\,y_{m})} и {\displaystyle g} — гладкие функции и {\displaystyle n} — произвольное натуральное число.